# Jean Géomètre
Jean Géomètre (en grec Ίωάννης Γεωμέτρης), dit aussi Jean Kyriotès, est un écrivain byzantin, né vers 935, mort vers l'an 1000.

## Éléments biographiques
Presque toutes les informations qu'on possède sur lui viennent de sa propre œuvre, et elles sont parfois d'interprétation difficile. Né dans une famille éminente, cadet des deux fils d'un haut fonctionnaire de la cour impériale nommé Théodore, il fit de très bonnes études: trois de ses poèmes (n° 66, 146, 255) sont consacrés à son professeur Nicéphore, auquel il vouait une grande admiration et qu'il faut peut-être identifier à Nicéphore Érotikos, professeur de géométrie dans l'école impériale fondée par Constantin VII Porphyrogénète. Une formation poussée en géométrie explique-t-elle le surnom très énigmatique du poète? En tout cas, il ne correspond pas, à notre connaissance, à une profession qu'il aurait exercée, et d'autre part il n'est pas attesté à Byzance comme nom de famille; il apparaît pour la première fois chez Jean Doxopatrès (professeur de rhétorique du XIe siècle, admirateur des deux traités de Jean Géomètre). Quoi qu'il en soit, son œuvre ne témoigne pas d'un intérêt particulier pour la géométrie, mais surtout d'une formation en rhétorique, en théologie et en philosophie, surtout dans les deux premières.
Ses poèmes montrent qu'il commença à composer avant 959 (sous le règne de Constantin VII), et il se vante dans un poème (n° 280) d'avoir déjà eu du succès à dix-huit ans. Mais il ne fut pas seulement écrivain, il poursuivit également une carrière militaire, sans qu'on puisse en retracer le fil: le style très rhétorique de la poésie byzantine élimine tous les détails concrets. Dans deux lemmes du manuscrit Bodl. Barocc. 25 (XIVe siècle), il est qualifié de « protospathaire », un titre réservé à certains hauts responsables de la cour et de l'armée, par exemple aux officiers de la garde impériale; mais il est impossible de savoir si cette indication est véridique.
Sa carrière dut se dérouler notamment sous le règne de l'empereur Nicéphore II Phocas, dont il fait plusieurs fois l'éloge (poèmes n° 2, 21, 31, 61, 80, 91, 142). En revanche, il parle beaucoup moins de Jean Tzimiskès et est beaucoup plus ambivalent à son sujet. Il continua à écrire sous la régence de Basile le Parakimomène (976-985): selon Marc Lauxtermann, deux poèmes (n° 12 et 153) doivent être interprétés comme des éloges voilés du régent, assimilé à un véritable empereur.
A un certain moment, il fut congédié (par un « Pharaon méchant », dit le poème n° 68), et il en conçut beaucoup d'amertume. Dans le poème n° 211, il met en cause la jalousie de ses concitoyens envers ses compétences intellectuelles et militaires. Selon F. Scheidweiler, le responsable de la disgrâce serait Jean Tzimiskès, après l'assassinat de Nicéphore Phocas en 969. M. Lauxtermann affirme que c'est bien plutôt Basile II, au moment de la destitution de Basile le Parakimomène en 985: cet empereur procéda alors à des purges visant des familles aristocratiques.
Après sa démission, il se fit sans doute moine dans le monastère Τὰ Κύρου de Constantinople, d'où son deuxième surnom de Κυριώτης. Ce monastère était consacré à la Sainte Vierge, en l'honneur de qui il composa seize poèmes courts (n° 6, 39, 99, 109, 143, 157 à 162, 167, 178, 219, 274, 277), cinq hymnes et un cycle d'homélies. Une tradition, suivie encore par F. Scheidweiler, et appuyée sur une allusion de Jean Skylitzès à l'épitaphe de l'empereur Nicéphore Phocas, affirme qu'il finit métropolite de Mélitène, mais M. Lauxtermann a montré qu'il y avait une confusion avec un autre personnage, lui aussi poète, nommé Jean de Mélitène. Jean Géomètre mourut sans doute dans son monastère.

## Œuvre
L'œuvre importante et variée de Jean Géomètre est en prose et en vers. Il est surtout connu pour ses poèmes courts (épigrammes) en vers classiques (hexamètres dactyliques, distiques élégiaques, ou dodécasyllabes), dont plusieurs centaines lui ont été attribués (338 pour les éditeurs modernes). Les éditions se sont fondées sur le manuscrit Paris. suppl. gr. 352 (XIIIe siècle), qui en regroupe de loin le plus grand nombre (la première de J. A. Cramer en 1841).
On lui doit aussi cinq Hymnes à la Vierge, dont quatre en distiques élégiaques et un en hexamètres dactyliques; un Éloge de saint Pantéléimon en 1 042 dodécasyllabes; le Paradis (Παράδεισος), suite de 99 tétrastiques paraphrasant les Apophthegmata Patrum; la Paraphrase des odes, reformulation en 470 dodécasyllabes de neuf péricopes bibliques (Ex. 15:1-19; Deut. 32:1-43; 1 Reg. 2:1-10; Hab. 3:2-19; Is. 26:9-19; Ion. 2:3-10; Dan. 3:26-56; Dan. 3:57-90; Luc. 1:46-55, 68-79).
L'œuvre en prose comprend notamment: un cycle d'homélies festales intitulé Vie de la Sainte Vierge (Sur l'Annonciation, Sur la Dormition, etc.); une Homélie sur la Déposition du Christ; un Éloge de Grégoire de Nazianze; des commentaires sur quatre homélies de Grégoire de Nazianze (n° 1, 19, 38 et 45); des scholies sur l'Évangile de Luc. Il faut citer d'autre part des exercices rhétoriques en prose (προγυμνάσματα), par ex. un Éloge de la pomme, et deux traités de rhétorique sur Hermogène de Tarse et Aphthonios d'Antioche. 

## Éditions
- Émilie Marlène Van Opstall (éd.), Jean Géomètre: Poèmes en hexamètres et en distiques élégiaques (introduction, texte, traduction française et commentaire pour 62 poèmes tirés du Paris. suppl. gr. 352 et du Vat. gr. 743), Brill, Leyde et Boston, 2008.

- PG 106.

- L. Sternbach (éd.), Ioannis Geometrae Carmen de S. Pantaleemone, Cracovie, 1892.